# Britain's Got Talent
Britain's Got Talent är ett brittiskt TV-program som sänds på ITV.
Programmet går ut på att visa upp sin talang, och till slut kunna vinna £100 000 och uppträda på Royal Variety Performance inför drottning Elisabet II.
Förutom segrarna har tävlingen också blivit ett genombrott för artister som Susan Boyle.

## Vinnare
- 2007: Paul Potts, operasångare
- 2008: George Sampson, street dance
- 2009: Diversity, streetdancegrupp
- 2010: Spelbound, gymnaster
- 2011: Jai McDowall, sångare
- 2012: Ashleigh and Pudsey, Hundtrick
- 2013: Attraction, skuggspel grupp
- 2014: Collabro, Opera pojkband
- 2015: Jules O'Dwyer & Matisse, Hundtrick
- 2016: Richard Jones, illusionist
- 2017: Tokio Myers, pianist
- 2018: Lost Voice Guy, komiker
- 2019: Colin Thackeray, Sångare

## Juryn
Juryn består av Simon Cowell, Amanda Holden, Alesha Dixon och David Walliams.

## Uttagning - finaler
Det första deltagarna får göra är att söka till audition till Britain's Got Talent, sen väljer juryn ut 150 stycken av de som deltagit. Efter att dessa 150 deltagare gått vidare så ska juryn välja ut 40-45 stycken till semifinalerna, i semifinalerna får man ringa in och rösta på deltagarna, semifinalerna är uppdelade i fem semifinaler. Den som får mest röster av tittarna går direkt vidare till finalen. Juryn väljer sedan ut en som också går vidare till finalen, alltså är det tio finalister. 2012 11st finalister (en wildcard utvald av juryn)